# Блінд

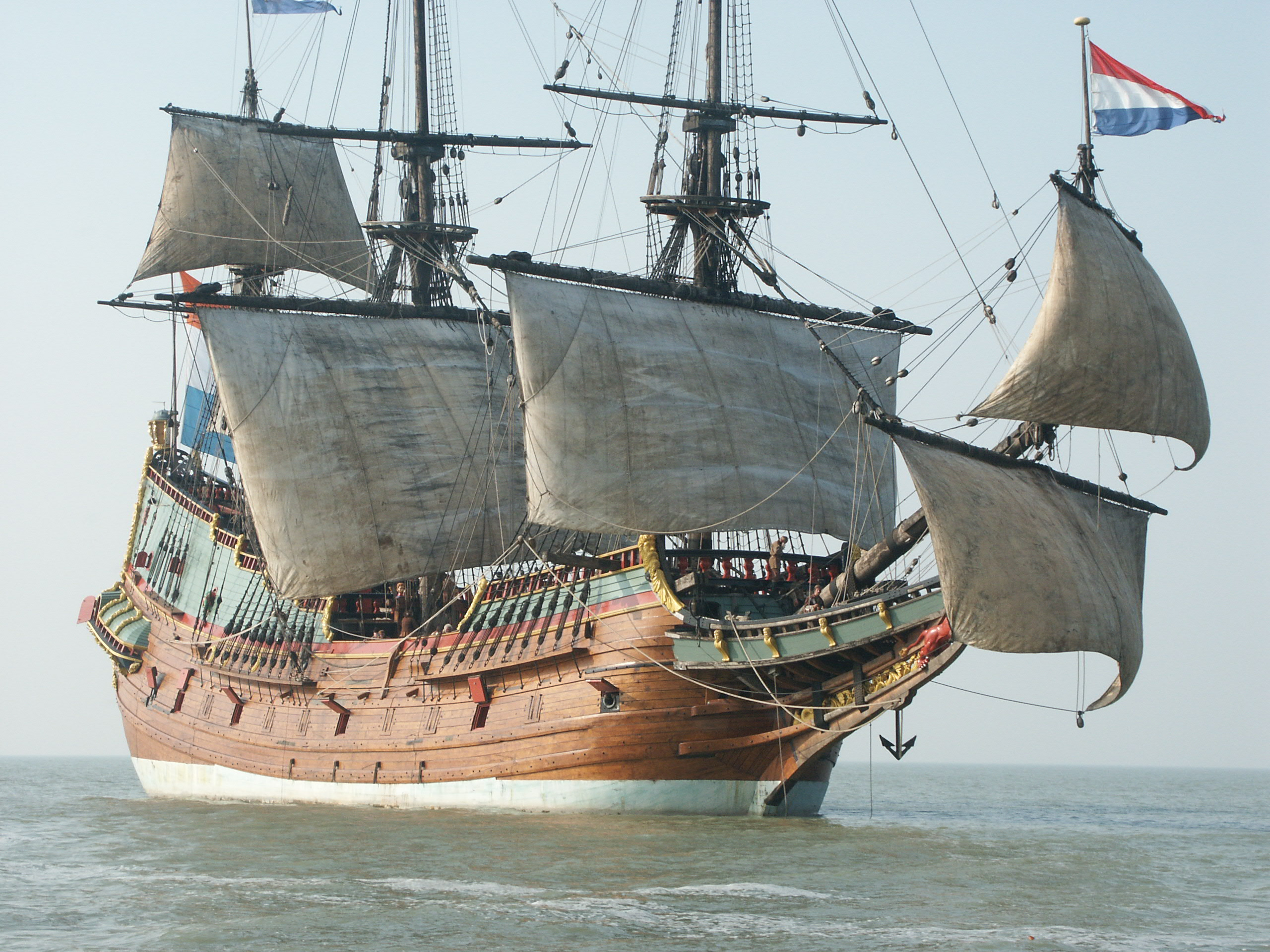
Реконструкція корабля «Батавія (корабель)» з бліндом (унизу праворуч) і бом-блінда-бовеном

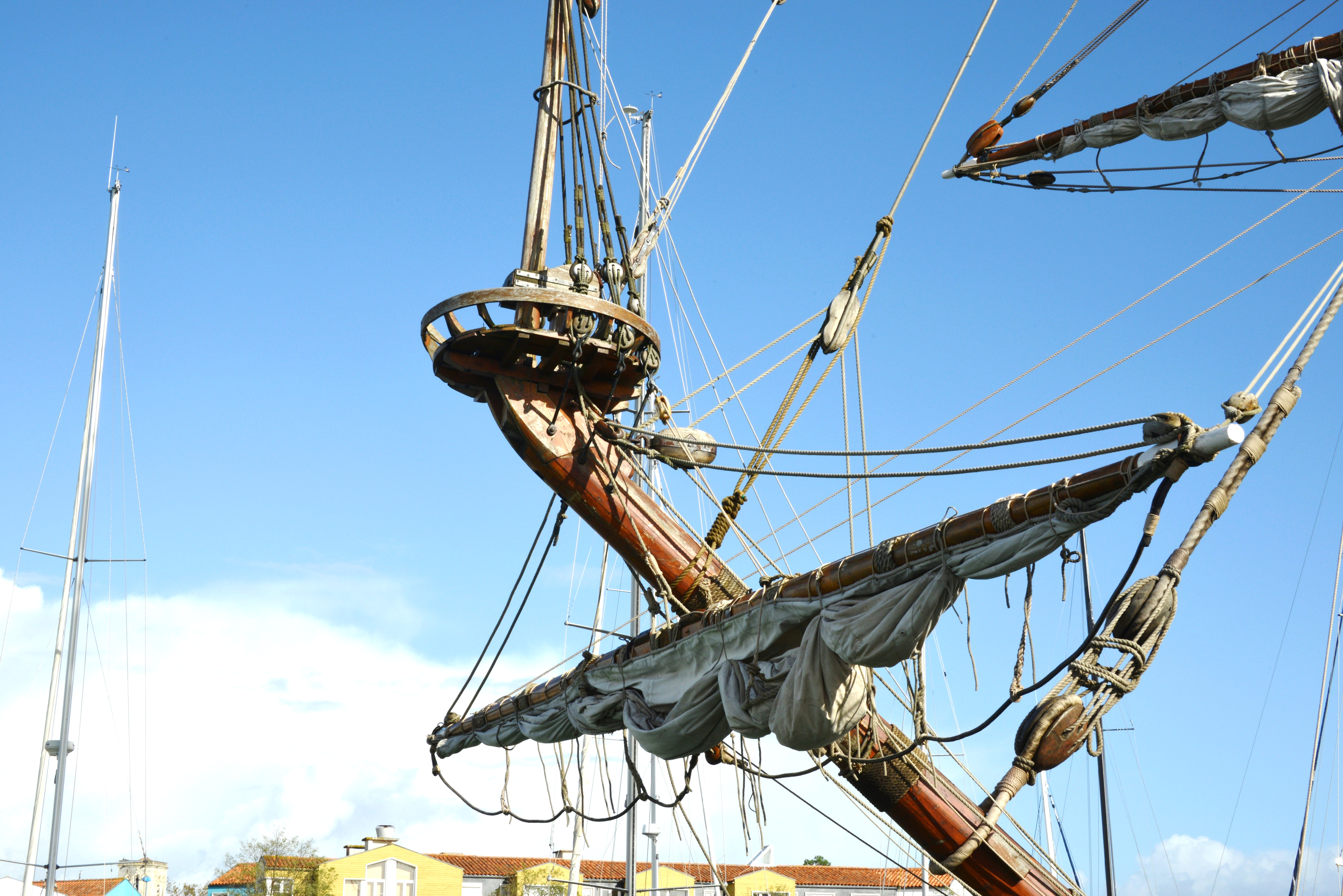
Блінда-рея з топенантами, пертами і прибраним бліндом на фрегаті «Штандарт»

Блінд — пряме вітрило, закріплене на реї під бушпритом. Назва походить від нід. blind чи нім. Blinde, які пов'язані з германським прикметником blind («сліпий»): оскільки підняте на носі корабля вітрило затуляло передній огляд. Рея, на якій кріпився блінд, називалася блінда-реєю, а прикріплені до її ноків браси — блінда-брасами або трисами.
Найдавніші зображення блінда вирізьблені в храмі Боробудур («боробудурський корабель») в Індонезії. Блінд використовувався на суднах починаючи з доби Античності (дав.-гр. ᾰ̓ρτέμων) і аж до початку XIX ст. До середини XVIII ст. на більшості кораблів було також вітрило бом-блінда-бовен, укріплене на короткій блінда-стеньзі, яка встановлювалася вертикально на передньому кінці бушприта.
Блінд відрізнявся від інших вітрил тим, що його риф-банти йшли не паралельно верхній і нижній шкаторинам, а діагонально. Це було пов'язано з особливостями його брасоплення: при повороті блінда-реї один зі шкотових кутів вітрила нахилявся до самої води (за рахунок похилого положення бушприта), тому рифлення по діагоналі уможливлювало закачати догори один з нижніх кутів. Для забезпечення стоку води, що потрапила в пузо вітрила, на блінді біля нижньої шкаторини були передбачені отвори — ватер-гати.
Коли блінда-стеньга вийшла з ужитку і бушприт стали подовжувати утлегарем, на останньому на бом-блінда-реї піднімали бом-блінд (також може називатися «бом-блінд-бовен», як на блінда-стеньзі). Шкоти бом-блінда йшли до блінда-реї.
Кораблі з повною оснасткою «золотої доби вітрила» вже не мали бліндів, оскільки простір під бушпритом у них був зайнятий мартин-гіками: вони забезпечували натяг мартин-штагів, що тягнули бушприт і утлегар донизу, врівноважуючи силу кліверів. Блінда-рея залишилася у вигляді блінда-гафелів — горизонтальних вусів для рознесення стоячого такелажу утлегаря і бом-утлегаря (утлегар-бакштагів та бом-утлегар-бакштагів).